# Баргузино
Баргузино (тат. Бәрлегуҗа) — деревня в Камско-Устьинском районе Татарстана. Входит в состав Большекармалинского сельского поселения.

## География
Находится на реке Карамалка, в 17 км к западу от посёлка городского типа Камское Устье.

## История
Окрестности деревни были обитаемы в эпоху раннего средневековья, о чём свидетельствует археологический памятник – Баргузинское селище (именьковская культура).
Основана в начале XVIII века выходцами (по местному преданию) из деревни Ташкирмень (ныне село Лаишевского района) не желавшими исповедовать христианство. До революции называлась также Кляри и Малое Баргузино. До 1860-х годов жители относились к сословию государственных крестьян. Их основные занятия в этот период — земледелие и разведение скота.
В «Списке населенных мест по сведениям 1859 года», изданном в 1866 году, населённый пункт упомянут как казённая деревня Кляри (Малое Баргузино) 1-го стана Тетюшского уезда Казанской губернии. Располагалась при речке Баргузе, по левую сторону Лаишевского торгового тракта, в 33 верстах от уездного города Тетюши и в 13 верстах от становой квартиры в казённом селе Новотроицкое (Сюкеево). В деревне, в 71 дворе проживали 372 человека (188 мужчин и 184 женщины), была мечеть.
В 1895 году была построена новая деревянная мечеть (закрыта в начале 1930-х гг.).
По данным 1899 года, кроме мусульман в Баргузино проживали крещёные татары (66 человек в 17 дворах).
В начале XX века здесь также действлвали мектеб, 2 ветряные и одна водяная мельницы, маслобойня, 3 мелочные лавки. В этот период земельный надел сельской общины составлял 1156,4 десятины.
До 1920 года деревня входила в Больше-Янасальскую волость Тетюшского уезда Казанской губернии. С 1920 года в составе Тетюшского, с 1927 года — Буинского кантонов ТАССР. С 10 августа 1930 года в Камско-Устьинском, с 1 февраля 1963 года в Тетюшском, с 12 января 1965 года в Камско-Устьинском районах.
В 1931 году в деревне был организован колхоз, в 1994—2003 годах деревня в составе коллективного предприятия «Чулпан», в 2003—2009 годах — сельскохозяйственного производственного кооператива «Чулпан».

## Население
| 1782 | 1859 | 1884 | 1897 | 1908 | 1920 | 1926 | 1938 | 1949 | 1958 | 1970 | 1979 | 1989 | 2002 | 2010 | 2017 |
| ---- | ---- | ---- | ---- | ---- | ---- | ---- | ---- | ---- | ---- | ---- | ---- | ---- | ---- | ---- | ---- |
| 96   | 372  | 565  | 650  | 766  | 805  | 507  | 575  | 440  | 365  | 304  | 271  | 209  | 180  | 158  | 159  |

Национальный состав села — татары.

## Экономика
Жители занимаются в основном сельским хозяйством в отделении «Большие Салтыки» общества с ограниченной ответственностью «Агрофирма «Буртасы».

## Инфраструктура
В деревне действуют фельдшерско-акушерский пункт, клуб (с 1960 г.).

## Религия
Мечеть (с 1993 г.).